# 364577 Cachopito
364577 Cachopito este o planetă minoră (asteroid) din centura de asteroizi. A fost descoperită pe 7 septembrie 2007 la Observatorio de La Cañada⁠(d) de Juan Lacruz⁠(d). 
Obiectul prezintă o orbită caracterizată de o semiaxă mare de 2,3467393211959 UAi, o excentricitate de 0,12626769311338, o înclinație de 6,1946736270661 ° în raport cu ecliptica.